# Menidae
Menidae é uma família de peixes da subordem Percoidei, superfamília Percoidea.

## Lista des espécies
- Mene maculata (Bloch et Schneider, 1801)
- Mene rhombea †
- Mene purdyi †
- Mene oblonga †